# Toke Talagi

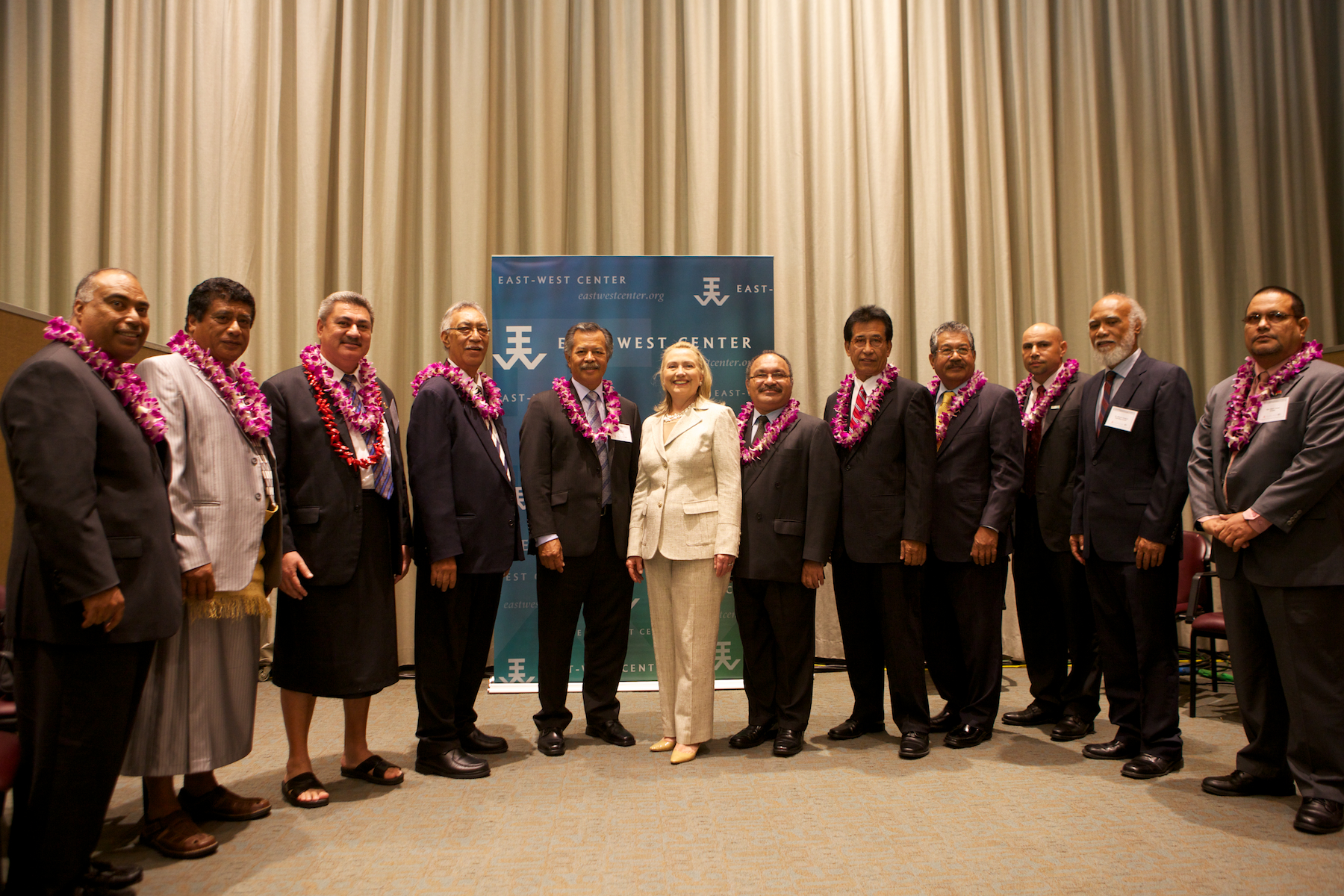
Talagi ao lado de Hillary Clinton e outras lideranças das ilhas do pacífico.

Sir Toke Tufukia Talagi (Alofi, 9 de janeiro de 1951 – 15 de julho de 2020) foi um político e diplomata de Niue. Talagi foi membro do parlamento de Niue, serviu como ministro de estado de finanças do país e foi durante 12 anos primeiro ministro de seu país.

## Governo
Talagi foi eleito nas eleições de 2008, liderando o papel comum no que foi visto como um voto de mudança. Ele foi eleito Premiê em 19 de junho de 2008, derrotando Young Vivian por catorze votos a cinco, sendo um deles abstenção. Como Premiê, ele introduziu um novo imposto sobre o consumo para equilibrar o orçamento, estabelecidas relações diplomáticas com a China, e tentou negociar com a Nova Zelândia para maior controle dos fundos de ajuda. Quando essas negociações foram malsucedidas, ele usou a ameaça de procurar assistência chinesa para alavancar um acordo melhor. Um dos principais impulsionadores de suas políticas foi desenvolver Niue e obter maior independência econômica da Nova Zelândia.
Em agosto de 2008, Talagi tornou-se presidente do Fórum das Ilhas do Pacífico. Na reunião do Fórum de 2008 em Niue, ele usou a posição para se concentrar nas mudanças climáticas e na necessidade de novas eleições nas Ilhas Fiji, após o golpe de Estado de 2006 em Fiji. Este último levou a uma disputa diplomática com Fiji, solicita a divisão do Fórum, e em maio de 2009, a suspensão de Fiji do Fórum. Na próxima reunião do fórum em 2009, Talagi sugeriu que os fijianos deveriam assumir a responsabilidade por seu destino e se levantar contra o regime militar.
Em maio de 2009, Talagi co-presidiu a 5ª Reunião de Líderes da Aliança do Pacífico (PALM) com o então primeiro-ministro japonês Taro Aso em Hokkaido.

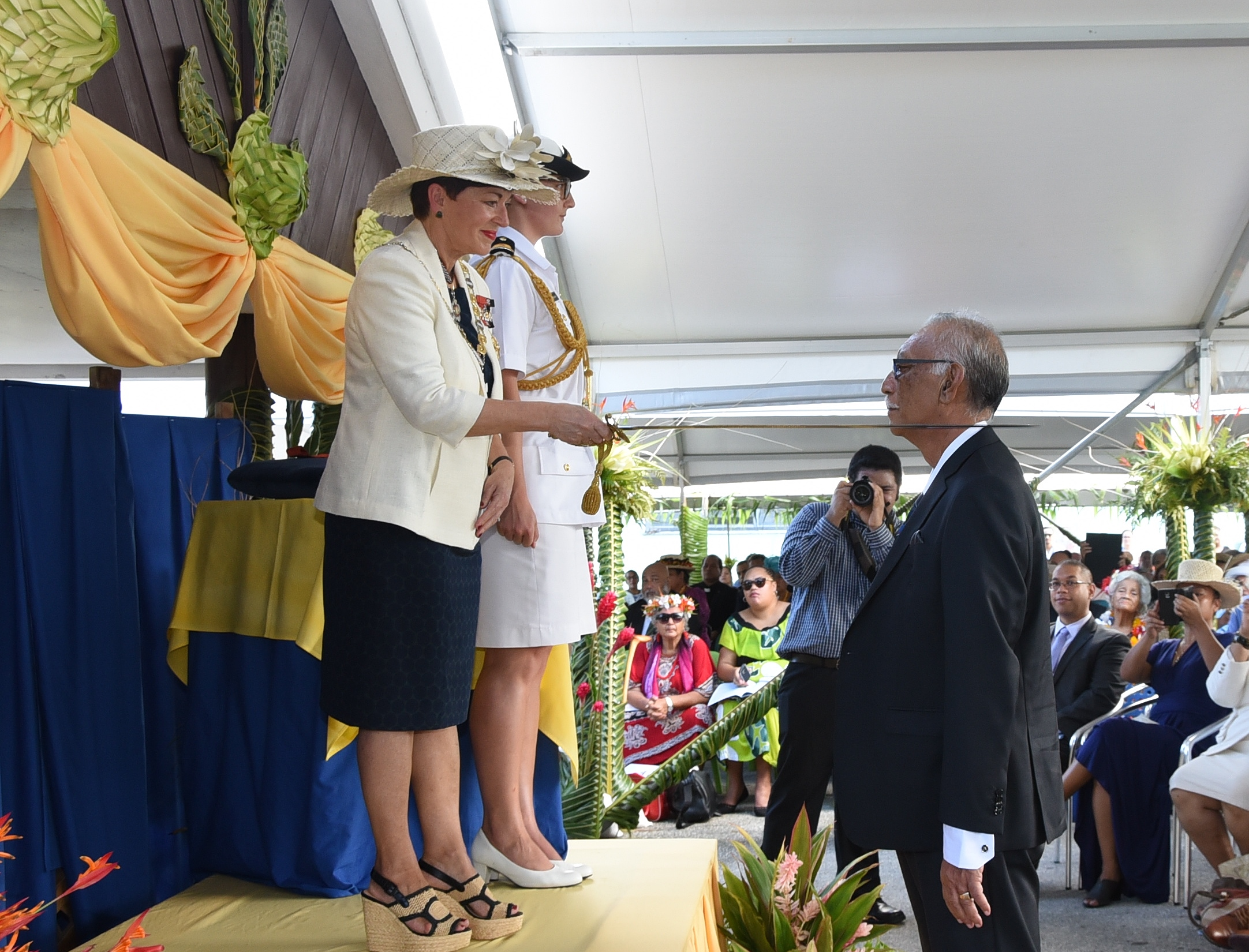
Cerimônia de investidura de Sir Toke Talagi.

Talagi foi reeleito nas eleições de 2011. Em seu segundo mandato, Talagi reformou o sistema tributário e iniciou negociações de livre comércio com a China. Ele continuou a pressionar por uma ação internacional mais forte sobre as mudanças climáticas e anunciou uma ambição de Niue se tornar 100% movido a energia solar. Em novembro de 2011, Niue tornou-se membro fundador do Polynesian Leaders Group, um agrupamento regional destinado a cooperar em uma variedade de questões, incluindo cultura e idioma, educação, respostas às mudanças climáticas, comércio e investimento. Em 2013, ele ganhou uma mudança significativa do governo da Nova Zelândia em relação à portabilidade de aposentadoria, permitindo que os niueanos colecionassem a aposentadoria da Nova Zelândia em Niue. No início de 2014, uma proposta da Talagi de abrigar requerentes de asilo para a Austrália como parte de sua solução pacífica foi rejeitada pela Assembléia de Niue.
Ele foi novamente reeleito Premiê após as eleições de 2014. Em seu terceiro mandato, Niue planejou privatizar seu sistema de saúde e comemorou 40 anos de governo autônomo. A política externa de Talagi continuou a se concentrar nas mudanças climáticas, e ele começou a pressionar pela adesão às Nações Unidas. Em 2015, ele se tornou o primeiro líder niuiano a encontrar a rainha. Em 2016, ele esteve na Nova Zelândia duas vezes para tratamento médico.
Em 2017, ele anunciou que procuraria um quarto mandato como Premiê, dizendo que tinha "negócios inacabados" para atender. Ele foi reeleito nas eleições de 2017 e novamente foi eleito Premiê. Em 2017, ele novamente teve uma estadia prolongada em Auckland para tratamento médico e, como resultado, perdeu a votação do orçamento. Seu quarto mandato também teve disputas com a Nova Zelândia sobre a portabilidade de pensões e as contas do governo. Em 2019, ele passou vários meses em Auckland se recuperando de uma doença e, em seu retorno, seu irmão Billy Talagi continuou atuando como Premiê. O termo foi coroado por Niue perdendo o controle de seu domínio da internet e um relatório de auditoria condenatório das finanças do governo.
Apesar desses contratempos, Talagi anunciou que procuraria um quinto mandato como Premiê nas eleições de 2020. Ele manteve um perfil baixo durante a campanha, e não conseguiu ganhar um assento. Ele foi substituído como Premier por Dalton Tagelagi.
Morreu no dia 15 de julho de 2020 em Alofi, aos 69 anos.